# 로니 잭슨

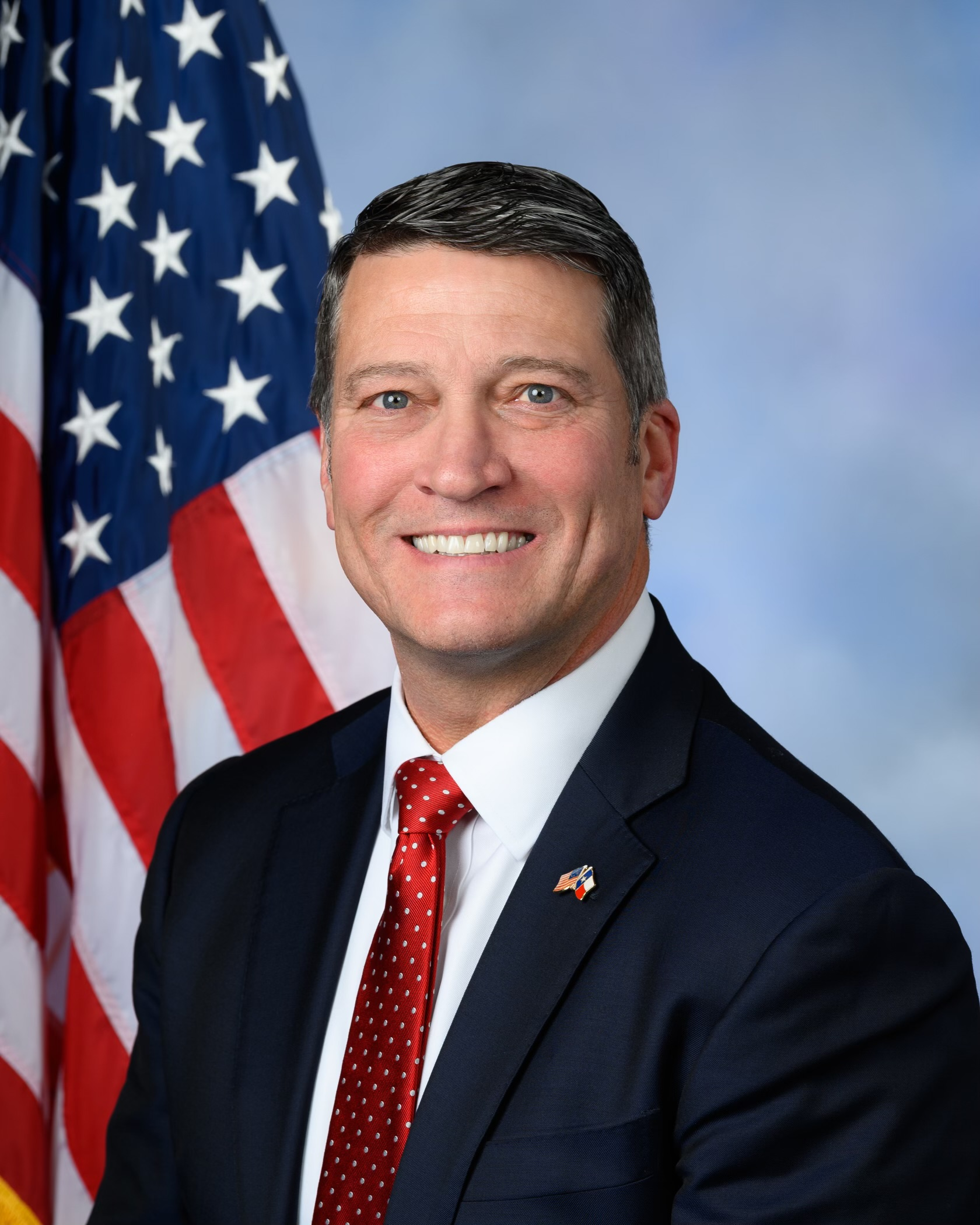
2021년 공식 초상화

로니 잭슨(Ronny Jackson, 본명: 로니 린 잭슨, Ronny Lynn Jackson, 1967년 5월 4일 ~ )은 미국의 의사, 정치인, 전 미국 해군 장교이다. 텍사스 13번째 의회 선거구의 미국 대표이다.
잭슨은 2000년대 중반 조지 W. 부시 대통령 밑에서 백악관 의료부에 합류했고, 버락 오바마와 도널드 트럼프 대통령 밑에서 2013년부터 2018년까지 대통령의 주치의로 일했다.
2018년 3월 트럼프는 데이비드 셜킨(David Shulkin)의 후임으로 미국 재향군인회 장관으로 잭슨을 지명했지만, 잭슨은 백악관 복무 중 위법 행위와 관리 부실 혐의로 다음 달 사임했다. 2019년 2월, 트럼프는 잭슨을 대통령 보좌관 겸 최고 의료 고문으로 임명했는데, 이는 행정부의 새로운 직책이었다.
잭슨은 2019년 12월 해군 소장(하반부)으로 해군에서 퇴역했다. 2020년 미국 하원의원에 당선됐다. 2021년 국방부 감찰관의 조사에 따르면 잭슨은 제독으로서 다양한 부적절한 행동을 했다는 사실이 드러났다. 이듬해 해군은 그를 소급하여 대위로 강등시켰다.